# Marcos Moran
Ananias Marques de Oliveira, conhecido como Marcos Moran (Alegre, 1938), é um cantor e compositor brasileiro. Com origem na bossa nova, acabou ficando conhecido por ter sido intérprete de sambas-enredo, em especial com a Unidos de Vila Isabel.

## Biografia
Moran nasceu na cidade de Alegre, no Espírito Santo, onde viveu por cerca de 14 anos. Em 1959, se juntou com alguns amigos - entre eles, Wilson Simonal - para a criação do grupo Dry Boy's. O conjunto obteve relativo sucesso, mas os integrantes decidiram se separar. Depois, cantou no Copacabana Palace e na boate Arpèrge e acabou sendo visto pela gravadora RCA, onde gravou seu primeiro compacto em 1965.
Na década de 1960, sua voz era comparada com a de Wilson Simonal, grande amigo e que chegou a batizar um dos filhos de Marcos Moran.
Ganhou influência do rock e da soul music ao longo da década de 1960, misturando com o samba e marchinhas carnavalescas. Gravou a marcha Até quarta-feira, que obteve sucesso no carnaval de 1968. Já em 1969 lançou Não me Interessa, sendo acompanhado pelo grupo Youngsters, que já havia feito trabalhos com Roberto Carlos.
Virou intérprete de sambas-enredo em 1970, quando atendeu ao convite de Carlos Imperial para cantar Lendas e mistérios da Amazônia durante o desfile da Portela. Em 1975, cantou Zaquia Jorge, a vedete do subúrbio, a estrela de Madureira para o Império Serrano.
De 1979 a 1984 foi a voz da Unidos de Vila Isabel. Cantou sambas considerados clássicos da escola, como Sonho de um Sonho (1980) e Pra tudo se acabar na quarta-feira (1984). Deixou a escola após se desentender com um diretor de harmonia durante o desfile na Sapucaí.
Após a passagem pela Vila Isabel, Moran fez aparições esporádicas como puxador. Em 1989, interpretou Stanislaw, uma história sem final para a Acadêmicos de Santa Cruz. Já em 1990 foi a voz de O Magnífico Niemeyer para a Unidos de Lucas. Voltou a cantar um samba da Vila Isabel em 1993, no álbum-coletânea da série Escolas de Samba, onde interpretou com Martinho da Vila a faixa Glórias Gaúchas. Sua última aparição como intérprete de sambas-enredo foi em 2017, com a Acadêmicos de Pilares.

## Composições
Como compositor, teve parceria com Roberto Carlos. Fez a versão de I Gotta Know, que virou Professor de Amor, para o álbum Splish Splash.
Marcos Moran também compôs músicas para outros artistas. Elza Soares gravou Auera para o álbum Nos Braços do Samba, de 1975. Compôs Garota Demais para Cauby Peixoto, e Domingo de Carnaval para Altemar Dutra.

## Discografia parcial[9]

### Álbuns de estúdio
- 1971 - Do Jeito que a Gente Quer (Caravelle)
- 1975 - Transasamba: Marcos Moran e Samba Som Sete (Caravelle)
- 1978 - Brasileiríssimas: Vol. 2 (Polydor)
- 1998 - O Barba Azul (Bahamas Songs)